# Großer Ursee
Der Große Ursee ist ein 19,4 Hektar großes Stillgewässer im Gebiet der Stadt Isny im Allgäu im baden-württembergischen Landkreis Ravensburg.

## Entstehung
Der See entstand, ebenso wie der weiter nördlich liegende Kleine Ursee, in einem ehemaligen Toteisloch am Innenrand der äußeren Jungendmoräne.

## Lage
Er liegt auf einer Höhe von 694,9 m ü. NHN, rund sechseinhalb Kilometer nördlich von Isny und nordöstlich des Ortsteils Beuren.

Östlich der beiden Seen liegt das Moor- und Naturschutzgebiet „Taufach-Fetzachmoos“, ein sehr abwechslungsreiches Gebiet mit zahlreichen seltenen Tier- und Pflanzenarten. Die ursprünglich starken Höhenunterschiede im Gelände wurden durch den wachsenden Moorkörper nivelliert.

## Hydrologie
Das Einzugsgebiet des sich in Privatbesitz befindenden Großen Ursees hat eine Größe von rund 208 Hektar (ha). Bei einer Größe von 19,4 ha, einer mittleren Tiefe von 4,4 Metern und einer maximalen Tiefe von 9,8 m beträgt das Seevolumen rund 859.000 Kubikmeter.
Gespeist wird der Große Ursee über den Ablauf des Kleinen Ursees, das von Beuren kommende Gießbächle sowie etwa 20 Entwässerungsgräben im Westen und Süden.

Der Ablauf erfolgt über den Fetzachgraben, die Eschach, die Aitrach und die Iller in die Donau und damit in das Schwarze Meer.

## Ökologie
Seit 2000 sind Leutkirch im Allgäu (nur Einzugsgebiet) und Isny mit dem „Großen Ursee“ am Aktionsprogramm zur Sanierung oberschwäbischer Seen beteiligt. Ein wichtiges Ziel dieses Programms ist es, Nährstoffeinträge in Bäche, Seen und Weiher zu verringern und die Gewässer dadurch in ihrem Zustand zu verbessern und zu erhalten.
Das Einzugsgebiet des Sees wird zu 15 Prozent für die Wald- und 70 Prozent für die Landwirtschaft – davon 100 % Grünland – genutzt.
| Jahr                                     | 2000 | 2001 | 2008 | 2013 |
| Gesamt PO4-Phosphor (µg/l)               | 93   | 75   | 78   | 56   |
| Chlorophyll a (µg/l)                     | 39   | 40   | 63   | 20   |
| Chlorophyll a-Spitze (µg/l)              | 70   | 61   | 105  | 41   |
| Anorganischer Gesamt-Stickstoff a (mg/l) | 0,47 | -    | 0,49 | 0,29 |
| Sichttiefe (m)                           | 0,7  | 0,6  | 0,6  | 1,0  |